# Thom van Bergen
Thom van Bergen (Haren, 6 januari 2004) is een Nederlands voetballer die voor FC Groningen speelt.

## Clubcarrière
Van Bergen begon in de jeugd van VV Gorecht in Haren en maakte uiteindelijk de overstap naar de jeugd van FC Groningen waar hij in 2020 werd genomineerd voor de eretitel Best Western Strijder van het Jaar.
Op 1 oktober 2022 zat Van Bergen voor het eerst bij de selectie van het eerste elftal tegen AZ maar kwam niet tot spelen toe. Op 23 oktober 2022 zat hij voor de tweede keer bij de selectie van het eerste elftal voor de wedstrijd tegen PSV. In december 2022 tekende Van Bergen zijn eerste profcontract voor 2,5 jaar. Op 8 januari 2023 debuteerde Van Bergen in het eerste elftal in de uitwedstrijd tegen Excelsior. In juli 2023 werd het contract van Van Bergen opengebroken. Hij tekende tot medio 2026 met een optie tot nog een extra jaar.
Op 22 september 2023 maakte Van Bergen zijn eerste competitiedoelpunt, tijdens de met 1–2 gewonnen uitwedstrijd tegen Helmond Sport nadat hij in de 65e minuut in het veld was gekomen voor Paulos Abraham en zes minuten later op aangeven van Daleho Irandust zijn ploeg op een 0-1 voorsprong zette.

## Clubstatistieken
| Seizoen | Club         | Competitie     | Competitie | Competitie | Beker | Beker | Overig | Overig | Totaal | Totaal |
| Seizoen | Club         | Competitie     | Wed.       | Dlp.       | Wed.  | Dlp.  | Wed.   | Dlp.   | Wed.   | Dlp.   |
| ------- | ------------ | -------------- | ---------- | ---------- | ----- | ----- | ------ | ------ | ------ | ------ |
| 2022/23 | FC Groningen | Eredivisie     | 12         | 0          | 1     | 0     | 0      | 0      | 13     | 0      |
| 2023/24 | FC Groningen | Eerste divisie | 36         | 9          | 5     | 0     | 0      | 0      | 41     | 9      |
| 2024/25 | FC Groningen | Eredivisie     | 34         | 5          | 2     | 0     | 0      | 0      | 36     | 5      |
| Totaal  | Totaal       | Totaal         | 82         | 14         | 8     | 0     | 0      | 0      | 90     | 14     |

Bijgewerkt op 4 mei 2025.

## Interlandcarrière
Op 25 maart 2023 zat Van Bergen op de bank voor Nederland –20 tijdens een oefenwedstrijd tegen Frankrijk –20, hij maakte geen speelminuten in deze wedstrijd.